# Acacia maitlandii
Acacia maitlandii är en ärtväxtart som beskrevs av Ferdinand von Mueller. Acacia maitlandii ingår i släktet akacior, och familjen ärtväxter. Inga underarter finns listade i Catalogue of Life.